# Bistum Kigoma
Das Bistum Kigoma (lat.: Dioecesis Kigomaensis) ist eine in Tansania gelegene römisch-katholische Diözese mit Sitz in Kigoma.

## Geschichte
Das Bistum Kigoma wurde am 27. September 1880 durch Papst Leo XIII. aus Gebietsabtretungen des Apostolischen Vikariates Zentralafrika als Apostolisches Vikariat Tanganjika errichtet. Am 10. Mai 1946 gab das Apostolische Vikariat Tanganjika Teile seines Territoriums zur Gründung des Apostolischen Vikariates Karema ab. Das Apostolische Vikariat Tanganjika wurde am 10. Mai 1946 in Apostolisches Vikariat Kigoma umbenannt.
Am 25. März 1953 wurde das Apostolische Vikariat Kigoma durch Papst Pius XII. mit der Apostolischen Konstitution Quemadmodum ad Nos zum Bistum erhoben und dem Erzbistum Tabora als Suffraganbistum unterstellt.

## Ordinarien

### Apostolische Vikare von Tanganjika
- Jean-Baptiste-Frézal Charbonnier MAfr, 1887–1888
- Léonce Bridoux MAfr, 1888–1890
- Adolphe Lechaptois MAfr, 1891–1917
- Joseph-Marie Birraux MAfr, 1920–1936, dann Generalsuperior der Weißen Väter
- Jan Cornelius van Sambeek MAfr, 1936–1946

### Apostolische Vikare von Kigoma
- Jan Cornelius van Sambeek MAfr, 1946–1953

### Bischöfe von Kigoma
- Jan Cornelius van Sambeek MAfr, 1953–1957
- James Holmes-Siedle MAfr, 1958–1969
- Alphonse Daniel Nsabi, 1969–1989
- Paul Ruzoka, 1989–2006, dann Erzbischof von Tabora
- Protase Rugambwa, 2008–2012, dann beigeordneter Sekretär der Kongregation für die Evangelisierung der Völker
- Joseph Mlola OSS, seit 2014